# Noche y de día
«Noche y de día» es una canción del cantante español Enrique Iglesias en colaboración con su compatriota Juan Magan y el cantante puertorriqueño Yandel. Fue lanzada el 25 de enero de 2015 como el octavo y último sencillo del álbum bilingüe Sex and Love de Enrique Iglesias.

## Antecedentes
Después del éxito comercial de Bailando Iglesias lanzó otra canción en español como próximo sencillo, el "cuarto" sencillo en español del álbum, con la participación del colaborador frecuente Yandel del dúo puertorriqueño Wisin & Yandel y el cantante y rapero español Juan Magan. La canción es un pop de tiempo medio, con un sonido de baile ligeramente eléctrico. Fue grabado bajo el título Noche y día en la versión del álbum.

## Video musical
El video musical del sencillo fue creado por el mismo equipo que anteriormente dirigió el video musical de Bailando estando de director de Alejandro Pérez y de productores ejecutivos Yasha Malekzad con Kasra Pezeshki. El video comienza con dos mujeres jóvenes desde un helicóptero, volando a Galicia, al club propiedad de Yandel, con una multitud de jóvenes bailando alrededor. Enrique Iglesias está parado en un terreno baldío y las dos mujeres se le unen más tarde. Yandel actúa en el escenario principal, Juan Magan se une a Yandel, con el beneplácito de la multitud. Los tres cantantes finalmente se unen hacia el final de la canción, finalmente termina con el helicóptero volando.
Desde su lanzamiento ha recibido más de 160 millones de visitas en YouTube.

## Desempeño comercial
La canción alcanzó el puesto número 5 en España y el número 27 en la lista Hot Latin Songs de los Estados Unidos. Además fue certificado doble platino en España y oro en Italia.

## Listado de pistas
| No. | Título                                      | Duración |
| --- | ------------------------------------------- | -------- |
| 1.  | "Noche y de Día" (con Yandel y Juan Magán ) | 3:42     |

| No. | Título                                                       | Duración |
| --- | ------------------------------------------------------------ | -------- |
| 1.  | "Noche y de Día" (DJ Chusso Remix) (con Yandel y Juan Magán) | 4:50     |

## Listas musicales

### Listas semanales
| Lista (2015)                 | Posición más alta |
| ---------------------------- | ----------------- |
| Bulgaria (IFPI)              | 8                 |
| España (PROMUSICAE)          | 5                 |
| Latin Airplay (Billboard)    | 26                |
| Hot Latin Songs (Billboard)  | 27                |
| Latin Airplay (Billboard)    | 10                |
| Tropical Airplay (Billboard) | 24                |

| Lista (2018)              | Posición más alta |
| ------------------------- | ----------------- |
| Ecuador (National Report) | 57                |

### Listas de fin de año
| Gráfico (2015)                                        | Posición |
| ----------------------------------------------------- | -------- |
| Billboard Top Latin Songs Year-End Chart (Billboard ) | 69       |
| Canciones de pop latino (Billboard)                   | 30       |

### Certificaciones
| Región | Certificación | Unidades / ventas certificadas |
| --- | ------------- | ------------------------------ |
| Italia (FIMI) | Oro           | 15.000 *                       |
| España (PROMUSICAE) | 2 × platino   | 80.000                         |
| España (PROMUSICAE) | Platino       | 8.000.000                      |
| * Cifras de ventas basadas únicamente en la certificación. Ventas + cifras de transmisión basadas solo en la certificación. Cifras de solo transmisión basadas solo en la certificación. |               |                                |